# Роберт Бейлі
Роберт Шон Бейлі (англ. Robert Sean Bayly; нар. 22 лютого 1988, Дублін, Ірландія) — ірландський футболіст, півзахисник.
Дядьки, Річі Бейлі та Мартін Бейлі, мали визначну кар'єру в Лізі Ірландії.

## Клубна кар'єра

### «Лідс Юнайтед»
На батьківщині виступав на юнацькому рівні за «Черрі Орчанд». Потім перейшов до юнацької команди «Лідс Юнайтед». У дорослому футболі дебютував 24 жовтня 2006 року, вийшовши на заміну в складі першої команди клубу в поєдинку Кубку Футбольної ліги проти «Саутенд Юнайтед». А вже 26 жовтня 2006 року підписав професіональний 2-річний контракт з «Лідсом». Повноцінно дебютував за команду в поєдинку останнього туру Чемпіоншипу 2006/07 проти «Дербі Каунті». Однак це був дебют, який краще забути, оскільки йому показали пряму червону картку за спробу вдарити Крейга Фагана. На початку сезону 2008/09 років отримав статус вільного агента, незважаючи на той факт, що під час передсезонної підготовки декілька разів виходив на поле в товариських матчах. Під час виступів в Англії залучався до юнацької збірної Ірландії (U-19).

### «Спортінг Фінгал»
Напередодні старту Першого дивізіону Ліги Ірландії 2009 приєднався до «Спортінг Фінгал». Дебютував у лізі в матчі першого туру сезону 2009 року проти «Вотерфорд Юнайтед». Відзначився голом у матчі плей-оф проти «Брей Вондерерз», чим допоміг «Спортінгу» вийти до Прем'єр-дивізіону. А 6 днів по тому здобув свій перший трофей, завдяки перемозі (2:1) у фіналі кубку Ірландії проти «Слайго Роверз» на стадіоні Талла. Незважаючи на успішний сезон у складі «Спортінг Фінгал», по його завершенні гравець вирішив залишити команду.

### «Шемрок Роверс»
15 березня 2010 року уклав договір з «Шемрок Роверс». Дебютував за нову команду вже наступного дня на стадіоні Талла. В дебютному матчі «Слайго» на європейській арені відзначився двома голами, в поєдинку Ліги Європи УЄФА проти «Бней-Єгуди» на стадіоні Талла. Загалом у футболці «Роверз» відзначився 3-ма голами в 35-ти матчах.

### «Богеміан»
У лютому 2011 року, напередодні старту нового сезону, на запрошення Пета Фенлона перейшов до «Богеміан». «Ботбол» дебютував за циган 1 березня у матчі Спортивного кубку Сетанти проти «Портадауну», але через дискваліфікацію змушений був виступати в четвертій лізі, допоки не зможе дебютувати за команду в чемпіонаті. Це відбулося в програному (0:1) поєдинку проти «Голвей Юнайтед» на Дейлімунт Парк. Першим голом за «Богеміан» відзначився 25 квітня в поєдинку Кубку Ліги проти «Шелюурна» на Толка Парк.
Зігравши 26 матчів у чемпіонаті, в жовтні 2011 року залишив клуб. Востаннє в футболці «Богеміан» виходив на футбольне поле 5 жовтня в нічийному (1:1) поєдинку проти «Шемрок Роверс».

### «Монегем Юнайтед»
У грудні 2011 року на запошення Родді Коллінза підписав контракт з командою «Монегем Юнайтед». 18 червня 2012 року клуб оголосив про вихід із Ліги Ірландії, а всі гравці клубу отримали статус вільних агентів.

### «Лонгфорд Таун»
26 липня 2012 року приєднався до «Лонгфорд Таун». А вже наступного дня дебютував у новій команді, в переможному (3:1) виїзному поєдинку проти «Гелвея» на Імон Дісі Парк. По завершенні сезону 2012 року вільним агентом залишив клуб.

### «Шелбурн»
У січні 2013 року підсилив «Шелбурн».

### «Шемрок Роверс»
У 2014 році повернувся до «Шемрок Роверс».

### «Кліфтонвілл»
До «Кліфтонвіллу» приєднався в січні 2015 року, а в червні 2015 року контракт з гравцем розірвалт після декількох невдалих матчів, коли чинний чемпіон «Кліфтонвілл» посів п'яте місце.

### Повернення до Ліги Ірландії
У липні 2015 року повернувся до Ліги, підписавши контракт з «Дроеда Юнайтед».

### «Вотерфорд Юнайтед»
У липні 2016 року на запрошення свого колишнього тренера Родді Коллінса перейшов у «Вотерфорд Юнайтед». У новій команді яскраво дебютував у поєдинку проти «Лімерика». Відкрив рахунком у матчі дальнім ударом, але згодом команда «посипалася» й поступилася лідерам чемпіонату з рахунком 1:5.

## Особисте життя

### Ув'язнення
У 2018 році потрапив до в'язниці за контрабанду канабісу.

## Досягнення
«Кліфтонвілл»
- Co. Antrim Senior Shield
  -  Володар (1): 2015
- Кубок північноірландської ліги
  -  Володар (1): 2014/15

«Шемрок Роверс»
- Ліга Ірландії
  -  Чемпіон (1): 2010

«Спортінг Фінгал»
- Кубок Ірландії
  -  Володар (1): 2009